# Micaela Di Catalano
Micaela Di Catalano (* in Münchberg bei Hof) ist eine deutsche Opernsängerin (Sopran).

## Werdegang
Micaela Di Catalano ist in Oberfranken aufgewachsen und begann im Alter von fünf Jahren ihre musikalische Ausbildung mit dem Violinunterricht. Ihr Berufsleben begann sie als Rundfunkredakteurin, ehe sie sich der klassischen Musik zuwandte.
In Wien erhielt sie ihre Gesangsausbildung bei Walter Zeh und Toma Popescu und in München bei Mario Gallo. Di Catalano perfektionierte ihre Ausbildung durch den Besuch einiger Meisterklassen wie etwa von Eva Randová und Montserrat Caballé und Konsultationen bei Plácido Domingo. Von ihm und von Montserrat Caballé erhielt sie die Empfehlung, sich im Wagner-Repertoire zu etablieren.
Im Jahre 2008 war sie Stipendiatin des Silver Bay International Music Festival N.Y. Opera & Voice und 2009 folgte eine Einladung der Maria Callas–Fondation (Meisterkurse Gesang), wo sie ein halbes Jahr intensiv stimmlich betreut wurde. Ein weiteres Stipendium der Academia Vocalis zum Besuch einer Meisterklasse von Jaume Aragall folgte 2011 und auch vom Richard-Wagner-Verband erhielt sie im gleichen Jahr ein Stipendium. Vom Europäischen Jugend Musikfestival Young Classic Europe Passau wurde sie 2012 zur Teilnahme an einer Meisterklasse von Cheryl Studer eingeladen und Roland Baumgartner wählte sie für die Titelpartie seiner Oper „Maria Theresia“ aus. Im gleichen Jahr sang sie eine Partie in Baumgartners Werk über den österreichischen Maler Friedensreich Hundertwasser, „The House of Dreams“, das im Dezember 2012 in Wien zur Erstaufführung gelangte.
2013 wurde Di Catalano an der Akademie für Junge Sänger des Mariinsky-Theaters Sankt Petersburg aufgenommen und bekam nach vier Monaten ein Vorsingen bei Valery Gergiev, der sie daraufhin von der Akademie ans Theater holte und sie dort weiter ausbilden ließ.
Von dem Wagner- und Strauss Spezialisten Richard Trimborn erhielt sie während ihrer Aufenthalte in Deutschland regelmäßig Coaching für ihr Repertoire.
2017 feierte die Sopranistin ihr Operndebüt in Sankt Petersburg während des Festivals „All Together Opera“ mit der Partie der Agathe in „Der Freischütz“ von Carl Maria von Weber.
Micaela Di Catalano steht bei zahlreichen Opern- und Operettenkonzerten im In- und Ausland auf der Bühne. So führten sie Konzertreisen etwa an das Opernhaus Kairo, nach Frankreich, Italien, Japan, Österreich, in die Schweiz, nach Tschechien, in die Vereinigten Arabischen Emirate und in die Vereinigten Staaten von Amerika.
Am Mariinsky-Theater in Sankt Petersburg kam sie als Zweitbesetzung in den Rollen der 3 Brünnhilden in „Der Ring des Nibelungen“ und der Sieglinde in „Die Walküre“ von Richard Wagner zum Einsatz.
Beim IV Internationalen Wettbewerb von Vocalisten „STAR RHAPSODY“ in Sankt Petersburg vom 22. bis 27. Februar 2018 war Micaela Di Catalano als Juror tätig.
Am 22. September 2018 gestaltete Di Catalano mit Unterstützung des Kulturamtes der Stadt Bayreuth und von Sponsoren ein Gesprächskonzert im Markgräflichen Opernhaus Bayreuth aus Anlass des 100. Geburtstages von Birgit Nilsson und Astrid Varnay, für das Valery Gergiev die Schirmherrschaft übernommen hatte.

## Repertoire (Auswahl)

### Oper und Operette
- Aida in „Aida“ von Giuseppe Verdi
- Leonore in „Il trovatore“ von Giuseppe Verdi
- Rosalinde in „Die Fledermaus“ von Johann Strauss
- Ariadne in „Ariadne auf Naxos“ von Richard Strauss
- Elisabeth in „Tannhäuser“ von Richard Wagner
- Brünnhilde in „Die Walküre“, „Siegfried“ und „Götterdämmerung“ von Richard Wagner
- Sieglinde in „Die Walküre“ von Richard Wagner
- Senta in „Der fliegende Holländer“ von Richard Wagner

### Konzert
- „Ode an die Freude“ (4. Satz aus der 9. Sinfonie op. 125) von Ludwig van Beethoven
- „Requiem“ von Giuseppe Verdi